# Ладигіно (Лукояновський район)
Ладигіно (рос. Ладыгино) — присілок в Лукояновському районі Нижньогородської області Російської Федерації.
Населення становить 10 осіб. Входить до складу муніципального утворення Большеарська сільрада.

## Історія
Від 2009 року входить до складу муніципального утворення Большеарська сільрада.

## Населення
| 2002 | 2010 |
| ---- | ---- |
| 30   | ↘10  |